# Raoultella
Raoultella ist eine Gattung gramnegativer Bakterien aus der Familie der Enterobacteriaceae. Benannt wurde sie nach dem französischen Bakteriologen Didier Raoult. Raoultella ist mit der Gattung Klebsiella verwandt, die vor 2001 bekannten Raoultella-Arten waren ursprünglich zu dieser Gattung gestellt.

## Merkmale

### Erscheinungsbild
Die Zellen von Raoultella-Arten sind Stäbchenbakterien, die nicht aktiv beweglich sind, da sie keine Flagellen besitzen. In der Gram-Färbung verhalten sich die Zellen gramnegativ, werden also durch die verwendeten Farbstoffe rosa bis rot angefärbt. Die Bakterienzellwand ist von einer Kapsel umgeben, die aus Polysacchariden besteht.

### Wachstum und Stoffwechsel
Die Angehörigen der Gattung Raoultella sind chemoorganotroph, d. h., sie bauen zur Energiegewinnung organische Stoffe ab. Sie sind fakultativ anaerob: Wenn Sauerstoff vorhanden ist, können sie einen oxidativen Energiestoffwechsel durchführen; wenn kein Sauerstoff vorhanden ist, also unter anoxischen Bedingungen, nutzen viele Vertreter der Gattung die 2,3-Butandiol-Gärung zur Energiegewinnung. Dieses Merkmal wird zur Unterscheidung der Enterobacteriaceae-Gattungen im Voges-Proskauer-Test genutzt. Wie bei den Enterobacteriaceae typisch, verlaufen der Katalase-Test positiv und der Oxidase-Test negativ.
Für die Kultivierung sind Nährmedien mit einem Zusatz von Fleischextrakt geeignet.
Raoultella-Arten sind mesophil, optimales Wachstum erfolgt in einem Temperaturbereich von 30–37 °C. Im Gegensatz zu den Arten von Klebsiella wachsen Raoultella schon bei 10 °C.

### Chemotaxonomie
Der GC-Gehalt, also der Anteil der Nukleinbasen Guanin und Cytosin in der Bakterien-DNA, liegt bei 55–58 Molprozent.
Raoultella-Arten weisen in ihren Membranlipiden v. a. die folgenden Fettsäureketten auf: 21–28 % Palmitinsäure (eine gesättigte Fettsäure mit der Abkürzung C16:0), 21–25 % cis-Vaccensäure (eine einfach ungesättigte Omega-n-Fettsäure – in diesem Fall Omega-7-Fettsäure – mit der Abkürzung C18:1 (ω−7)c) sowie 17–28 % eines in der Analyse nicht trennbaren Gemisches aus cis-Palmitoleinsäure (eine Omega-7-Fettsäure mit der Abkürzung C16:1 (ω−7)c) und/oder 2-Hydroxy-iso-Pentadecansäure (systematischer Name: 2-Hydroxy-13-methyltetradecansäure, Abkürzung iso-C15:0 2-OH; hierbei handelt es sich um eine verzweigtkettige Fettsäure, die neben der Methylgruppe (–CH3), die die Verzweigung darstellt, noch die Besonderheit aufweist, dass sie mit insgesamt 15 C-Atomen zu den ungeradzahligen Fettsäuren gehört und wegen der Hydroxygruppe (–OH) zu den α-Hydroxycarbonsäuren gezählt wird).

## Systematik
2001 erfolgte aufgrund der Ergebnisse phylogenetischer Untersuchungen die Auftrennung der bis dahin bekannten Gattung Klebsiella in die Gattungen Klebsiella und Raoultella, dabei wurden drei Spezies in die neue Gattung gestellt. Der Gattungsname stellt ein Eponym dar, das den französischen Bakteriologen Didier Raoult ehrt.
Die Gattung besteht aus folgenden Spezies (Stand September 2020), R. planticola ist die Typusart.
- Raoultella electrica Kimura et al. 2014
- Raoultella ornithinolytica (Sakazaki et al. 1989) Drancourt et al. 2001
- Raoultella planticola (Bagley et al. 1982) Drancourt et al. 2001
- Raoultella terrigena (Izard et al. 1981) Drancourt et al. 2001

## Ökologie
Natürliche Habitate der Vertreter der Gattung sind Gewässer, Erdboden und Pflanzen, letzteres ist beispielsweise im artspezifischen Epitheton R. planticola aufgenommen, es bedeutet in etwa „Pflanzenbewohner“. Gelegentlich findet man die Bakterien auch auf der Schleimhaut von Säugetieren, einschließlich des Menschen. R. electrica wurde erstmals aus dem Biofilm an der Anode einer mit Glucose betriebenen Brennstoffzelle isoliert.
Raoutella terrigena scheint zusammen mit den Bakterienarten Rahnella aquatilis, Stenotrophomonas maltophilia, Ponticoccus gilvus und Kocuria marina mit dem Käfers Dendroctonus rhizophagus assoziiert zu sein. Die Bakterien sind wahrscheinlich am Zelluloseabbau beteiligt. Dendroctonus rhizophagus kommt endemisch in der Sierra Madre Occidental in Mexiko vor und ist dort ein wirtschaftlich wichtiges Schadinsekt, es kann Sämlinge und junge Bäume von 11 Kiefernarten stark schädigen oder töten.